# Mateusz Młyński
Mateusz Młyński, né le 2 janvier 2001 à Gdynia en Pologne, est un footballeur polonais qui évolue au poste d'ailier gauche au Wisla Cracovie.

## Biographie

### Carrière en club

#### Arka Gdynia
Né à Gdynia en Pologne, Mateusz Młyński est formé par le club de sa ville natale, l'Arka Gdynia. Il fait ses débuts en professionnel lors de la saison 2018-2019, jouant son premier match en professionnel lors de la 4e journée, le 11 août 2018 contre le Górnik Zabrze. Il entre en jeu et les deux équipes se neutralisent (1-1). Le 20 octobre suivant, il est titularisé pour son deuxième match et se met en évidence en inscrivant le premier but de sa carrière face au Śląsk Wrocław. C'est lui qui ouvre la marque alors que son équipe finit par s'imposer sur le score de deux buts à un.
Depuis l'annonce de son transfert vers le Wisla Cracovie en janvier 2021, Młyński n'est plus réutilisé en équipe première jusqu'à son départ officiel en juillet 2021.

#### Wisla Cracovie
En janvier 2021, Mateusz Młyński signe un contrat courant jusqu'en juin 2025 avec le Wisla Cracovie. Le joueur, dont le contrat arrive à son terme en juin 2021 rejoint donc librement sa nouvelle équipe au 1er juillet 2021,.

#### Górnik Łęczna
Le 1er septembre 2023, Mateusz Młyński rejoint le Górnik Łęczna sous la forme d'un prêt d'une saison,.
Il marque son premier but pour ce club le 26 février 2024, lors d'une rencontre de championnat face au Chrobry Głogów. Titulaire ce jour-là, il donne la victoire à son équipe en étant l'unique buteur de la partie.

#### Retour au Wisla Cracovie
Après une saison 2023-2024 en prêt au Górnik Łęczna, Mateusz Młyński fait son retour au Wisla Cracovie.

### En sélection
Mateusz Młyński représente l'équipe de Pologne des moins de 17 ans, pour un total de deux matchs joués en février 2018.
Mateusz Młyński joue son premier match avec l'équipe de Pologne espoirs le 3 septembre 2021 contre la Lettonie. Il entre en jeu à la place de Mateusz Praszelik et les Polonais s'imposent sur le score de deux buts à zéro.